# Aquileia

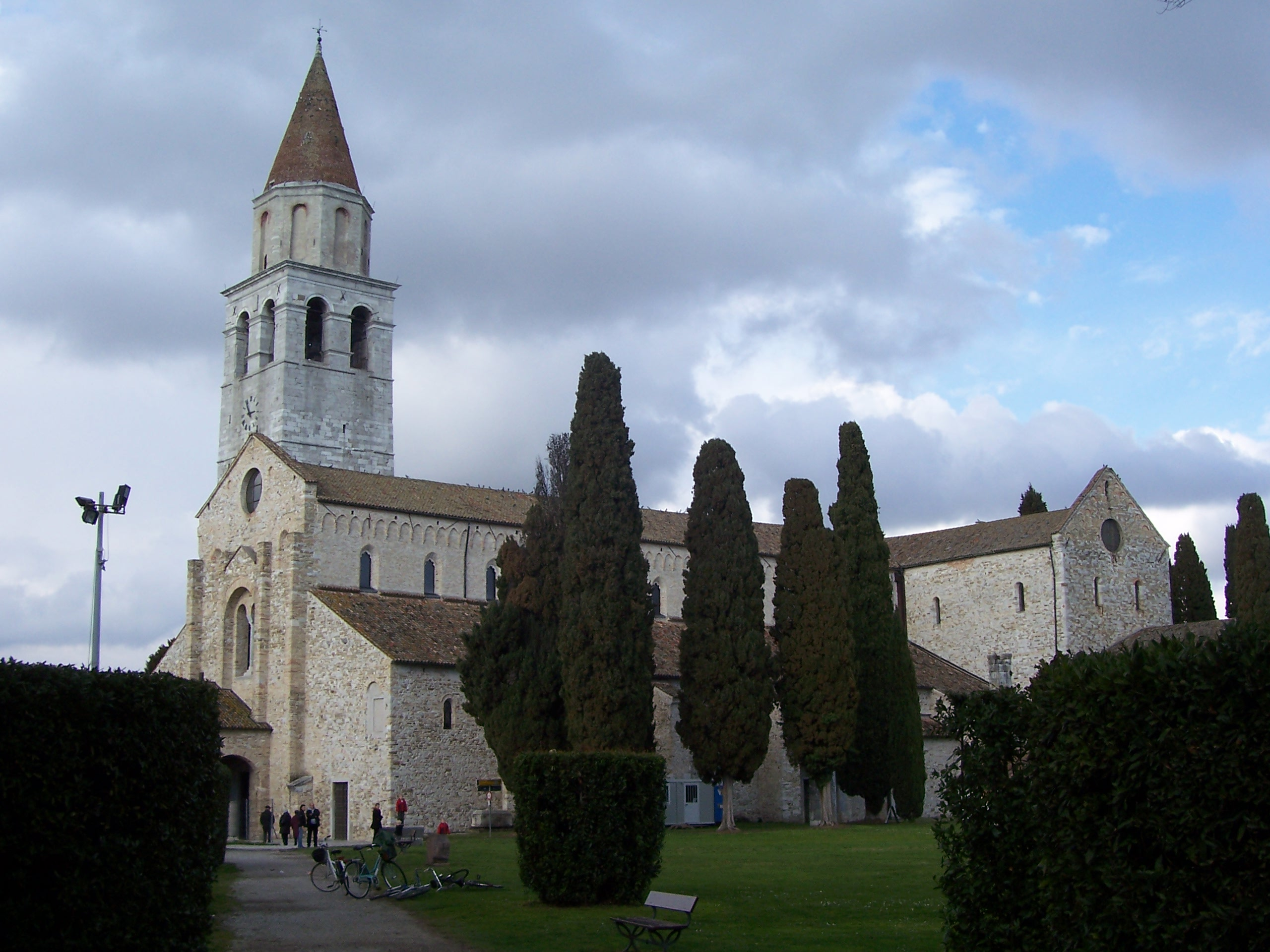
Bazilica din Aquileia

Aquileia este o localitate din provincia Udine, în regiunea Friuli-Veneția Giulia, în Italia.
Istoric, orașul fondat în 181 î.Hr. a fost, la apogeul său, unul din cele mai importante orașe ale Imperiului Roman. Aquileia a fost și un centru religios creștin de prim ordin, între secolul al IV-lea și secolul al XV-lea, sediu al Patriarhiei de Aquileia.

## Toponime
- În italiană Aquileia
- În latină Aquileia
- În slovenă Oglej
- În friulană Aquilee
- În germană Aglar / Aglarn / Agley[2]

## Geografie
Aquileia este un oraș situat în apropiere de Marea Adriatică, între Palmanova și Grado.

## Istorie

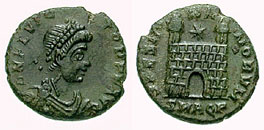
As emis sub împăratul Flavius Victor (387-388), la monetăria din Aquileia; avers: D N FL VIC-TOR P F AVG, diademă pe cap, bust drapat și cu armură, spre dreapta; SPES RO-MA-NORVM, poartă de castru, cu stea între cele două turnulețe ale sale; în exergă, SMAQP.

Colonia latină (este vorba despre ultima colonie latină fondată, în continuare n-au mai fost decât colonii romane) a fost fondată în 181 î.Hr., sub conducerea a trei romani: Publius Cornelius Scipio Nasica, Caius Flaminius Nepos și Lucius Manlius Acidinus Fulvianus. Trei mii de pedestrași, precum și cavaleri s-au stabilit acolo pentru a supraveghea Istria nesupusă și pe galii transalpini. Aquileia a devenit oraș în mai puțin de un secol.
În timpul domniei lui Augustus, Aquileia a fost proclamată capitală a celei de-a zecea regiuni a Italiei Regio X Venetia et Histria (grosso modo, Regiunea Veneto și Istria). Dezvoltarea orașului, în această epocă, este atât de puternică, încât a fost comparată cu o a doua Romă.
În perioada medievală, Patriarhatul de Aquileia a cunoscut o evoluție proprie, aflându-se în repetate rânduri într-o poziție împotriva Republicii Venețiene și a patriarhului rival din Grado, (Noua Aquileia).

## Monumente de arhitectură
- Istoria arhitecturii Bazilicii Sfânta Fecioară - Sfinții Ermacora și Fortunato își are rădăcinile de prin anul 313.[5]

## Muzee
- Muzeele arheologic și paleocreștin.

Ansamblul sitului este înscris în Patrimoniul Mondial al UNESCO, din 1998.

## Demografie
Aquileia - evoluția demografică

|  | Graficele sunt indisponibile din cauza unor probleme tehnice. Mai multe informații se găsesc la Phabricator și la wiki-ul MediaWiki. |

Date: Recensăminte sau birourile de statistică - grafică realizată de Wikipedia